# Condylostylus punctumalbum
Condylostylus punctumalbum är en tvåvingeart som beskrevs av Octave Parent 1929. Condylostylus punctumalbum ingår i släktet Condylostylus och familjen styltflugor. Inga underarter finns listade i Catalogue of Life.